# Этобон
Этобон (фр. Étobon) — коммуна во французском департаменте Верхняя Сона региона Франш-Конте.

## История
Деревня Этобон известна со Средних веков, когда её история была связана с историей графства Монбельяр, о чём напоминают рыбы на гербе Этобона.
На холме рядом с деревней Этобон с XIII века находился укреплённый замок, упоминаемый под 1256 годом как владение графов Шалонских. В 1280 году замок упоминается под названием Chastel-Thierry. В 1287 году упоминается как владение Гуго, сеньора Монбризон и Аспремон, сына пфальцграфа Бургундского Гуго. В 1407 году замок и земли вокруг переходят во владение Вюртембергского дома.
В 1519 году замок был сожжён и разрушен графом Фюрстенбергским Вильгельмом, в его войне против герцога Вюртембергского Ульриха I. Замок не был восстановлен и пришёл в запустение. После Тридцатилетней войны жители деревни, с разрешения князя Монбельяра, использовали камни с развалин замка для строительства домов в деревне. В настоящее время от замка ничего не осталось.
В 1587 году деревня была сожжена армией герцога Гиза. Жители были истреблены. Последующие годы Тридцатилетней войны приносили в деревню чуму и голод. В деревне насчитывалось тогда не более 22 жителей. Новое заселение деревни произошло в 1662 и в 1715 годах франкоговорящими швейцарцами и протестантами.
В 1755 году некоторое число жителей эмигрирует в Новую Шотландию из-за перенаселения и запрета распахивать лес Шаже.
Этобон был присоединён к Франции 10 октября 1793 года и включён в департамент Верхняя Сона.
В годы Второй мировой войны деревня пострадала, многие её жители были расстреляны или угнаны в концлагеря. Здесь совершили военные преступления военнослужащие 30-й дивизии Войск СС (русско-белорусской по составу).
В память мужества жителей Этобона в годы войны, 11 ноября 1948 года коммуна была отмечена Военным крестом 1939—1945, а в сентябре 1949 года — орденом Почётного легиона.

## Администрация
До 2014 года администрацию коммуны возглавлял мэр Бернар Жакуто (фр. Bernard Jacoutot), избранный на этот пост в 2008 году. С 2014 по 2020 год на посту мэра находится Даниэль Куссо (фр. Daniel Cousseau).

## Население
На 2010 год в коммуне проживало 307 человек. К 2015 году численность населения сократилась до 298 человек.
Динамика численности населения, чел.